# Aquarium (Lleida)
L'Aquarium és una obra de Lleida (Segrià) protegida com a Bé Cultural d'Interès Local.

## Descripció
Edifici modernista, aïllat en el parc, d'una sola planta, descompost amb dos volums que consten de cos principal i torre de plantes quadrades, cobertes respectivament a dues i quatre aigües, façana amb textura de maó vist emmarcant les obertures. Rajoles als ampits i potents barbacanes de fusta.
Sòcol de pedra, murs de maó vist, cobertura de fusta i teula àrab, amb elements ceràmics decoratius.

## Història
Fou rehabilitat l'any 2007 per l'arquitecte Albert Benet Ferran.